# 錫嘏
錫嘏（1869年—1928年），字纯斋，號不詳，赫舍里氏，滿洲鑲藍旗人，清朝政治人物。

## 生平
貢生出身，捐納為郎中，後補授陸軍部郎中。宣統二年（1910年）二月，升署陸軍部右參議。以部院衙門官選充資政院欽選議員。十一月，裁撤陸軍部參議，以四品京堂候補，改以道員記名簡放。三年（1911年）三月，授浙江杭嘉湖道。

## 家庭及關聯
- 父：延祉，官庫倫辦事大臣、理藩部諮議官。
- 弟：錫瓚